# Disporum × hishiyamanum
Disporum × hishiyamanum är en växthybrid i släktet Disporum och familjen tidlöseväxter. Hybriden förekommer på Honshu i Japan och beskrevs av Kazuo Suzuki. Den är en hybrid mellan D. sessile och D. smilacinum.